# Янссон, Туве
Ту́ве Ма́рика Я́нссон (швед. Tove Marika Jansson, финско-шведское произношение именио файле; 9 августа 1914[…], Гельсингфорс — 27 июня 2001[…], Хельсинки) — финская писательница, художница, иллюстратор. Обрела всемирную известность благодаря своим книгам о муми-троллях. Писала на шведском языке.

## Биография
Туве Янссон родилась в 1914 году в богемной семье: её матерью была видная художница Сигне Хаммарштен (1882—1970), иллюстратор книг, приехавшая в Финляндию из Швеции; отцом — признанный финский скульптор Виктор Янссон (1886—1958). Туве была первым ребёнком в семье. Её брат Пер-Улоф (1920—2019) впоследствии стал фотографом, другой брат, Ларс (1926—2000), — художником.
По материнской линии Туве принадлежала к древнему шведскому роду Хаммарштенов, из которого вышло много видных государственных деятелей и просто знаменитых людей. Интересно, что Янссон, много и часто упоминавшая в книгах и интервью свою мать, очень мало говорила об отце. Много известно о её шведской родне и крайне мало — о финских родственниках по линии отца. В детстве каждое лето Туве проводила в Швеции у бабушки, в местечке Блидё, недалеко от Стокгольма. «Прекрасней всего было то, что море находилось совсем рядом. И хотя с лужайки у дома, где мы с друзьями играли, его видно не было, если вдруг во время игр мы внезапно затихали, до нас долетал шум прибоя», — вспоминала Туве.
В 15 лет Туве Янссон уехала учиться в Швецию. Получив диплом факультета изящных искусств Колледжа искусств, она проходила стажировку в художественных школах Франции, Германии, Италии. К этому времени у себя на родине она уже добилась определённого признания, поскольку чуть ли не с 10 лет выполняла иллюстрации для популярного детского журнала, главным редактором которого была хорошая знакомая родителей. Помимо шведского и финского языков (которые были для неё родными), Туве Янссон свободно говорила на английском, французском, со словарём читала по-немецки.
Завершив учёбу за границей, Туве вернулась домой и начала иллюстрировать книги и рисовать карикатуры по заказу разных изданий. Работая с 1930-х по 1953 год для шведскоязычного сатирического журнала «Garm», отметилась, среди прочего, высмеиванием Гитлера в обличии ревущего ребёнка, которого Невилл Чемберлен и прочие европейские лидеры задабривают кусками торта в форме Австрии, Чехословакии, Польши.
Всемирная известность к Янссон пришла благодаря книжному сериалу о муми-троллях: очаровательных существах, обитающих в идиллической Муми-долине. Эти книги, иллюстрации к которым Янссон выполняла сама, били все рекорды по популярности в 1950—1960-е годы. Они расходились многомиллионными тиражами и издавались по всему миру. К примеру, одна только «Шляпа волшебника» была переведена на 34 языка, включая японский, тайский и фарси.
Празднование 80-летия Янссон в 1994 году превратилось в государственное мероприятие, по масштабу и пафосу сопоставимое с днём независимости. День рождения обожаемого автора страна отмечала фейерверками и праздничными шествиями. Янссон чествовали как национального героя.
На 87-м году жизни писательница скончалась от обширного кровоизлияния в мозг. В день её похорон на знаменитом кладбище Хиетаниеми финны объявили национальный траур. Президент страны Тарья Халонен, обращаясь с соболезнованиями к родственникам писательницы, сказала, что «творчество Туве Янссон — самый большой вклад Финляндии в мировую сокровищницу культуры после Калевалы и Сибелиуса».

### Личная жизнь
Туве большую часть жизни прожила в доме, который находится на улице Улланлиннанкату 1, рядом с улицей Касармикату в центральном столичном районе Каартинкаупунки. На стене дома, в котором она прожила около 60 лет, установлена мемориальная доска с барельефом молодой Туве. В своё время коридор на чердаке, который соединял дом Туве и дом её спутницы жизни, был тайной этой частной квартиры.
Уже в 1960-е годы Туве Янссон стала миллионером. Огромные доходы от продажи смежных прав (театральные постановки, сувенирная продукция с муми-троллями) быстро сделали Янссон одной из самых богатых женщин в Финляндии. Однако она продолжала до самой смерти вести скромный образ жизни: пользовалась общественным транспортом, сама ходила за покупками в магазин рядом со своим домом и лично отвечала на большую часть писем от своих читателей.
В молодости Туве Янссон много и активно общалась с мужчинами и даже была одно время обручена с журналистом Атосом Виртаненом. По причинам, которые до сих пор остаются загадкой, помолвка была расторгнута (предположительно самим Виртаненом).
Перешагнув рубеж в 35 лет, Янссон осознала свою бисексуальность и с тех пор поддерживала близкие отношения исключительно с женщинами. В то время в Финляндии в богемной среде однополые отношения считались приемлемыми, хотя общество в целом к гомосексуальным людям относилось негативно. У Туве завязался тайный роман с театральной деятельницей Вивикой Бандлер, которая была замужем.
С 1956 года постоянной партнёршей Янссон стала художница Тууликки Пиетиля (1917—2009). Янссон и Пиетиля прожили вместе 45 лет. Тууликки стала прототипом созерцательной и философской Туу Тикки из повести Янссон «Волшебная зима» — факт, которым Пиетиля очень гордилась. Долгое время им удавалось с успехом скрывать свою связь. На вопросы интервьюеров о личной жизни Янссон неизменно отвечала, что является принципиальным противником института брака и не хочет иметь детей по философским убеждениям. Янссон и Пиетиля открыто рассказали о своих отношениях лишь в 1993 году на пресс-конференции. По завещанию Янссон именно Пиетиля унаследовала недвижимость, которой владели женщины (две квартиры в Хельсинки и остров Кловахарун). Авторские права на книги перешли во владение племянницы Софии Янссон (дочери Ларса).

## Карьера
В 14 лет Янссон написала и проиллюстрировала свою первую книгу с картинками Sara Och Pelle Och Näckens Bläckfiskar (Сара и Пелле и Нептуны), опубликованную лишь в 1933 году. Позже она также продала наброски, которые впоследствии были опубликованы в различных журналах на протяжении 1920-х годов.
Всего о муми-троллях Янссон написала 8 повестей («Маленькие тролли и большое наводнение», «Муми-тролль и комета», «Шляпа волшебника», «Опасное лето», «Мемуары Муми-папы», «Волшебная зима», «Папа и море», «В конце ноября»), один сборник рассказов «Дитя-невидимка», 4 книжки в картинках («Опасное путешествие», «А что потом», «Кто утешит малютку», «Мошенник в доме Муми-троллей»). В 1949 году Вивика Бандлер предложила поставить в Шведском театре спектакль по книге «Муми-тролль и комета». Автором пьесы и декораций стала сама Туве. Премьера состоялась 28 декабря 1949 года. Спектакль стал успешным.
Янссон лично адаптировала свои книги для театра. По мотивам «Опасного лета» она сначала написала пьесу «Муми-тролли за кулисами», а затем либретто к мюзиклу «Муми-опера».
К обрушившейся на неё популярности Янссон испытывала двоякое чувство. С одной стороны, её раздражала излишняя коммерциализация её творчества, с другой, именно огромные доходы, получаемые от всевозможной продукции с муми-тематикой (майки, кепки, плакаты, значки), позволили ей арендовать, а затем выкупить в собственность остров Кловахарун в Финском заливе, на котором она часто укрывалась от журналистов и надоедливых почитателей.
Успех во всём мире «Шляпы волшебника» привлёк к Янссон внимание агентства Associated Press, откуда она получила письмо со следующими словами: «Чудесные существа, созданные вами, могли бы стать героями комикса, который мы желали бы печатать». Туве был предложен контракт на семь лет. Она с радостью согласилась: договор на публикацию комикса гарантировал ей стабильный доход. Окружение Янссон осудило её: все друзья посчитали, что она продала свой талант западной масскультуре. Кроме того, рисовать детские комиксы считалось в богемной среде унизительным. Сама Туве считала, что бедность хуже любого унижения. Первый комикс появился на страницах лондонской газеты The Evening News 20 сентября 1954 года. На пике популярности муми-тематики комикс Янссон продавался в 17 странах и публиковался 58 изданиями. В 1957 году указанное издание заказало Янссон комикс, предназначенный для взрослых. Так появились, в том числе, «Муми-тролли на Диком Западе»: муми-папа по ошибке изобрёл машину времени, которая перенесла муми-троллей во времена Дикого Запада.
Первоначально Янссон лично рисовала комиксы, но вскоре эта работа ей наскучила, и она передала её брату Ларсу, который без остановки придумывал и рисовал муми-комиксы на протяжении 20 лет, превратив их в очень доходный бизнес. С годами популярность муми-книг не шла на спад, а наоборот, неизменно росла. Книги Туве Янссон привлекают внимание не только детей, но и взрослых читателей, и даже учёных. По творчеству Янссон было защищено множество диссертаций, её сказки подвергались семиотическому и психоаналитическому анализу. В её книгах находят отголоски дзен-буддизма и христианства, отсылки к философии Канта.

### Янссон как художница
Сама Янссон всегда подчёркивала, что в первую очередь она — художница, и не слишком серьёзно относилась к своей литературной деятельности. Однако её картины всегда привлекали меньше внимания, чем книги о муми-троллях. Среди её художественных работ самыми известными являются:
- фрески в здании мэрии Хельсинки (1947),
- настенная роспись в здании мэрии города Хамина (1952),
- настенная роспись в здании средней школы города Карья (1953),
- роспись алтаря в церкви города Теува (1954).

Туве Янссон также иллюстрировала книги Толкина и Льюиса Кэрролла.

### Награды
- «Премия Нильса Хольгерсона» лучшему детскому писателю года (1953)
- Премия имени Х. К. Андерсена за вклад в развитие детской литературы (1966)
- Премия Шведской академии искусств (1972)
- Золотая президентская медаль Финляндии (1976)
- Почётное звание доктора искусствоведения Университета Хельсинки (1978)
- Премия имени Сельмы Лагерлёф за вклад в литературу (1993)
- Звание почётного профессора Финской Республики (1995)
- Литературная премия Американо-скандинавского культурного фонда за вклад в искусство (1996)

### Муми-серия
- «Маленькие тролли и большое наводнение» (1938, опубликована 1945, переработанное издание 1991)
- «Погоня за кометой» (1946, затем издавалась под заголовком «Муми-тролль и комета», переработанное издание под названием «Комета прилетает» 1968)
- «Шляпа волшебника» (1948)
- «Бравады Папы Муми-тролля» (1950, переработанное издание под названием «Мемуары Папы Муми-тролля» 1968)
- «Что дальше?» (1952, книжка-картинка)
- «Опасное лето» (1954)
- «Волшебная зима» (1957)
- «Кто утешит малютку?» (1960, книжка-картинка)
- «Дитя-невидимка» (1962, сборник новелл)
- «Папа и море» (1965)
- «В конце ноября» (1970)
- «Жуткое путешествие» (1977, книжка-картинка)
- «Муми-тролли» (1977), сборник комиксов
- «Мошенник в доме муми-троллей» (1980, книжка-картинка)
- «Муми-тролли» (1981), сборник комиксов

Примечание: книги комиксов представляли собой переиздание в книжном формате комиксов, ранее появлявшихся в периодических изданиях.

### Прочие произведения
- «Дочь скульптора» (1968) — автобиографическая повесть
- «Летняя книга[англ.]» (1972) — повесть
- «Умеющая слушать» (1971) — сборник рассказов
- «Город солнца» (1974) — роман
- «Игрушечный дом» (1978) — сборник рассказов
- «Честный обман» (1982) — повесть
- «Каменное поле» (1984) — повесть
- «Путешествие налегке» (1987) — сборник рассказов
- «Честная игра» (1989) — сборник рассказов
- «Письма Клары» (1991) — сборник рассказов
- «Записки с острова» (1996) — повесть
- «Послания» (1998) — сборник рассказов
- «Серый шёлк» (1971—1991) — сборник рассказов

## Наследие и память
В Финляндии существует Общество Туве Янссон (фин. Tove Jansson Seura), целью которого является поддержание интереса к творчеству писательницы. В этой некоммерческой организации с членскими взносами состоит несколько сотен человек. С 2002 года в Финляндии вручается Литературная премия имени Туве Янссон. Остров Кловахарун, где Туве и её партнёрша проводили каждое лето, ныне необитаем и доступен для посещений только с организованными экскурсиями в летние месяцы. Во время такой экскурсии можно посетить домик Янссон с экспозицией её картин. На острове близ г. Наантали открыт тематический парк Страна муми-троллей, посвящённый героям серии книг про муми-троллей.
Ещё при жизни писательницы журналист Юхани Толванен опубликовал книгу «Клянусь своим хвостом» (швед. Vid min svans, 2000), посвящённую творчеству Т. Янссон.
В 2003 году журналистка Кристина Бьёрк опубликовала биографию писательницы «Не только муми-тролли» (швед. Mer an mumin). Спустя год свет увидел сборник воспоминаний о Туве Янссон «По дороге с Туве: друзья и родственники вспоминают Туве Янссон» (фин. Toven matkassa).
В 2007 году вышла в свет монументальная работа профессора литературоведения Буэль Вестин «Туве Янссон: слово, рисунок, жизнь» (швед. Tove Jansson: ord, bild, liv), в которой на более чем 500 страницах рассказывается о жизни и творчестве Янссон.
В 2004 году о писательнице вышел документальный фильм «Tove and Tooti in Europe» производства финской кинокомпании Lumifilm.
В 2012 году на BBC вышел документальный фильм «Moominland Tales: The Life of Tove Jansson»
В 2020 году вышел совместный шведско-финский художественный фильм «Туве» режиссёра Зайды Бергрот (Zaida Bergroth). Фильм посвящён небольшому отрезку из биографии Янссон: действие происходит в Хельсинки 1940-х и 1950-х годов.
В России также есть несколько фан-клубов Туве Янссон. Кроме того, в её честь названа площадь, и ей установлен памятник в жилом комплексе «Скандинавия» (посёлок Коммунарка (Новомосковский административный округ).